# 小野道風青柳硯

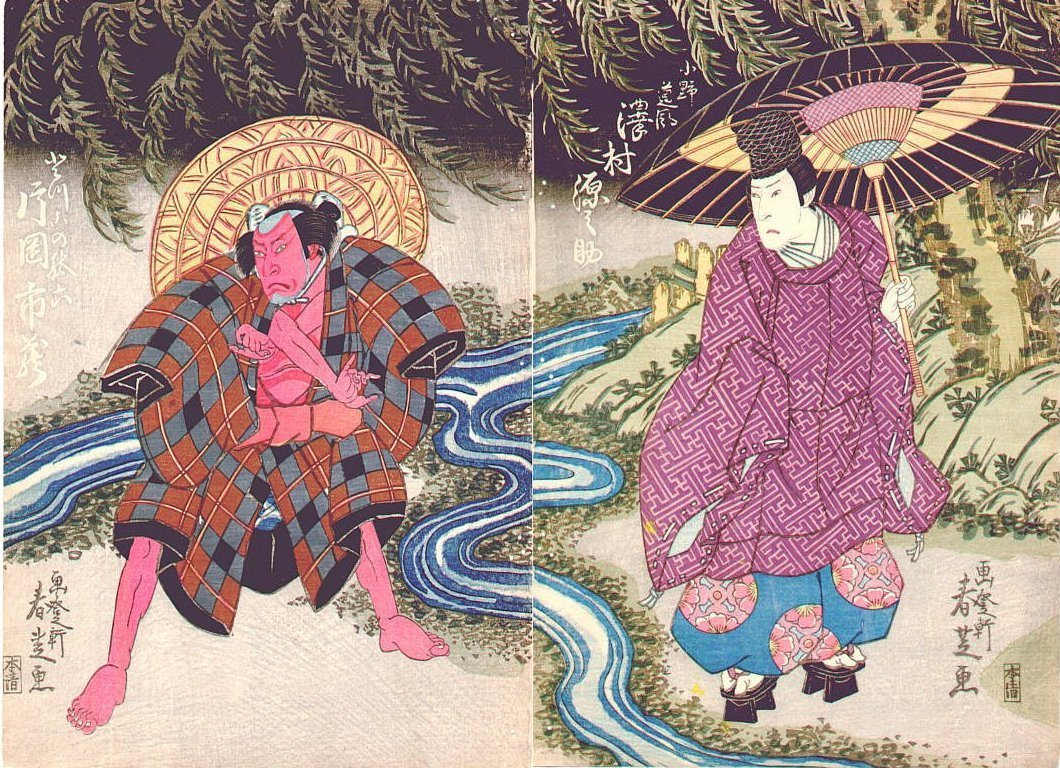
『小野道風青柳硯』　二代目澤村源之助の小野道風、初代片岡市蔵の独鈷の駄六。道風が駄六と争う二段目口の場面。文政11年（1828年）5月頃、大坂若太夫芝居。画登軒春芝画。

『小野道風青柳硯』（おののとうふうあおやぎすずり）とは、義太夫浄瑠璃の作品で歌舞伎の演目のひとつ。五段続、宝暦4年（1754年）10月に大坂竹本座にて初演。竹田出雲・吉田冠子・中邑閏助・近松半二・三好松洛の合作。

## あらすじ

### 初段
（大内の段）陽成天皇の御代のこと。隠岐島へと流罪となり、その地で没した小野篁の遺児道風と頼風は零落し、折からの大極殿造営に大工として出入りしていたのを見出され、それぞれ公家と武士に取り立てられる。
（誓願寺の段）関白藤原基経の息女である女郎花姫は誓願寺で頼風と出会い、互いに一目惚れする。
（早成館の段）公家の橘早成は天下を覆さんと企てており、その一味に大工独鈷の駄六を介して道風を引き入れんとしていた。駄六は道風が大工だったときの仲間である。折から勅使として早成の館を訪れた道風に、早成は自分の抱えている相撲取りと相撲をとらせるが、道風はそれらを全て投げ飛ばし悠々と帰る。一方同じく館を訪れていた天皇の妃である美那野川の女御に早成は横恋慕して迫るも、女御付きの警護の武士小野良実が囲みを破り女御を連れて立ち退く。

### 二段目

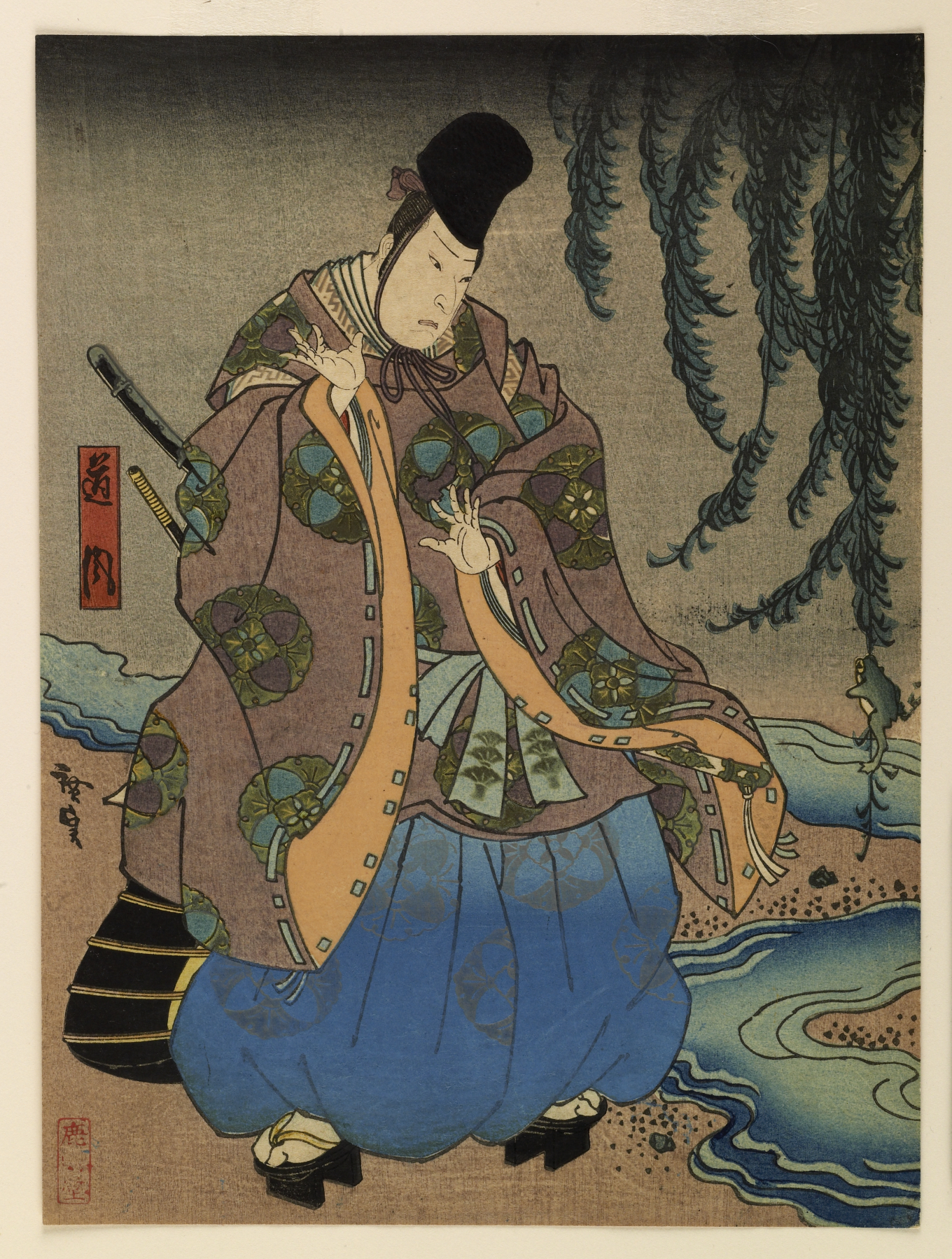
柳の葉に掴まろうと何度も飛び上がり、最後にはそれを成し遂げる蛙の様子に、思わず傘を落として驚く道風。描かれているのは二代目片岡我童の小野道風、嘉永3年（1850年）10月の大坂筑後芝居の時のものと見られる。五粽亭広貞画。

（東寺門前の段）五月の雨降る中を、頼風と女郎花姫が相合傘で道行する。道風は公家姿で下駄を履き傘をさしてひとり散策する途中、蛙が高い柳の葉に飛びつこうとしてついには葉につかまる様子を見て、早成の反逆も実らぬことと油断してはついには成就してしまうと悟る。そこへまた早成抱えの相撲取りたちが現れ道風に挑むが、道風に難なくあしらわれて逃げる。そのあと駄六があらわれ、早成に一味せよというも道風は返答しない。ならば腕ずくでと駄六は道風と立回りとなるが、最後は川に投げ込まれる。これより早成のところへ行き、一味になるかならぬかは直接話そうと道風はその場を去っていった。
（道風館の段）道風は結局早成に与することにしたが、自邸に帰った道風には思わぬことが待ち構えていた。早成の家来伴の健宗が頼風を縛って伴い訪れたのである。聞けば頼風は女郎花姫と密通した疑いにより捕らえたのだという。女郎花の姉は美那野川の女御であり、姉妹は関白基経の娘たちである。道風が早成と一味になるとなかなか言わなかったのは、本心では女郎花を通じて天皇側に味方するつもりに違いない。違うというのなら、それを明かす起請文をこの場で書けと健宗は道風に迫る。しかしじつは道風は文盲、文字は一字も書けない。さすがに進退窮まる道風だったが、そのとき頼風の乳母法輪尼が自害してその血潮を浴びた筆をとると、不思議やその念力により道風はすらすらと文字を書くことができた。法輪尼の死を皆は悲しみつつ、そうして書いた起請文をもたせて道風は健宗を館から叩き出した。
一方女郎花姫が頼風に輿入れせんと白無垢の花嫁衣裳で道風邸を訪れていたが、道風はその婚姻を承諾するも頼風に粗末な布子を着せ、不義の咎で勘当する。すると女郎花も白無垢を脱ぐと下より現れたのは粗末ななり。女郎花も実家より勘当を受け、頼風を夫と慕いどこまでもついていく心であった。道風も昔の大工姿に戻り時節を待てと別れを惜しみ、頼風と女郎花は館を立ち去るのであった。

### 三段目
（珍皇寺の段）早成は天皇はじめ公家たちを内裏より追い出し流罪にする。美那野川の女御はなおも言い寄る早成を討とうとして逆に殺されそうになるが、何者かが女御を奪って逃げ去った。早成に妻を殺された小野良実は天皇と女御のあいだに生まれた筑波の宮を早成の目から逃すため、わが子峰松として育てていた。だがそれも早成たちに見つかり追いかけられるが、良実の先妻の娘お千代が筑波の宮と間違われ、良実の後妻であるお町が抗うも斬られてお千代は連れ去られる。
（仁介内の段）良実は世を忍ぶため舅仁介のところへ入り婿となり、いまは木彫師となっていたが、早成の手が回り筑波の宮の首を討って渡せと迫られていた。そこへ早成の家来たちに追われていた仁介と筑波の宮、お町とお千代がようよう逃げ帰ってきた。良実は娘のお千代を宮の身代わりとして斬ろうとするが、お町は先妻の子であるお千代を殺しては義理が立たぬと抗ううち、良実は誤ってお町に斬りつけてしまう。ところがその途端に、お町は姿を卒塔婆に変えた。驚く良実に仁介は、じつはお町はお千代をなんとか敵の手から奪い返したものの、結局斬られて死んだのだと涙ながらに話す。家にお千代を連れて帰ってきたのはお町の幽霊だったのである。良実は亡きお町の意を汲んでお千代を身代わりにすることを止め、皆でこの場を立ち退こうとするが早成の家来たちが現れ、宮を奪おうとする。良実がそれらと応戦しとど切り殺すと、道風が竹槍を持った百姓たちを大勢従えて現れ、早成側に与すると見せかけじつは天皇側に味方していたことを物語り、その場につれていた美那野川の女御を筑波の宮に引きあわせる。早成から女御を奪い返したのは道風であった。お千代は末は小野小町と名乗って宮仕えすることになり、道風は女御と宮を良実に託して別れるのだった。

### 四段目
（四天王寺西門の段）四天王寺にある鳥居に道風筆の扁額をかけることになり、道風の妻置霜がその場に立ち会っていると、頼風と女郎花に出会う。頼風は敵方の鉄壁大蔵にいったんは捕まるが、置霜は大蔵を騙して殺しふたりを逃がす。
（駄六館の段）岩清水の八幡山近くに住む独鈷の駄六は、流罪にしたはずの陽成天皇と、基経をはじめとする公家たちを皆殺しにしてしまったというので、早成はその功により家来の鬼菱平馬を使者として遣わし、駄六を大名に取り立てることを言い渡した。頼風と女郎花は駄六を基経の仇と、身分を偽り使用人として駄六の住いに入り込む。ところが駄六の妹お縫が頼風に一目惚れしたので、頼風はそれを利用してお縫をくどき兄駄六を討てという。女郎花はその様子をはたで見ていて嫉妬し、ついには耐え切れなくなって家のそばにある池に身を投げて死のうと心に決めたが、お縫も頼風と女郎花のことを察して所詮は実らぬ恋であると、同じく池に身を投げて死のうとする。
（地道行思ひの家名所）お縫は夜の庭を、わが身の上を思い悩みながら歩み池へと向かう。
（岩清水窟の段）池にたどり着いた女郎花とお縫が池に身を投げようとするところに、駄六と頼風が切り結びながら出てくる。女郎花とお縫はこれをとめようとするが、駄六と頼風のふたりははずみで池に落ちてしまう。女郎花とお縫もあとを追わんと続いて池へ身を投げた。
ところが池に沈むと思いのほか、そこは秘密の洞窟へと続いていた。しかもその洞窟にいたのは殺されたはずの天皇や基経をはじめとする公家たちだったのである。殺したというのは偽りで、じつは自分も道風と同じく本心は天皇に味方してこの洞窟にかくまっていたのだと駄六は言い、そして駄六というのも本名ではなく文屋康秀の息子文屋の秋津であると名乗る。そこへ鬼菱平馬が来て斬りかかろうとするが、駄六と頼風に討たれる。女郎花とお縫もそれぞれ頼風の本妻と妾となることに落ち着き、今こそ早成を征伐と、天皇を戴いて皆で都に攻め上らんとするのであった。

### 五段目
（洛外高藪の段）天皇側は軍勢を押したて都に上り、早成をはじめとする敵方を捕らえる。早成は火あぶりと藪の木に縛りつけられた。火をつけてまもなく早成は縄を引きちぎって逃げ出し、天皇と美那野川の女御を襲うも、そこに駆けつけた道風たちによってついに討たれるのであった。

## 解説
花札をしたことがある者ならば、枝垂れ柳の下に蛙と傘をさした公家姿の人物が描かれた札は見覚えのあるものであろう（ただしこの図柄は明治以降になってからのものらしいが）。その原拠はこの『小野道風青柳硯』にあるといってよい。もっとも小野道風が柳の枝に取り付く蛙を見て思うのは、本来は筆の腕が上がらぬわが身を省みることであるが、この作品では上でも紹介したように、橘早成の謀反が成功する恐れがあることに気づかされるというものである。橘早成のモデルとなったのは三筆のひとりとされる橘逸勢であり、小野道風も三蹟のひとりとしてともに能書とうたわれる人々であるが、浄瑠璃作者の手にかかると天下を覆す大悪人となったり字が書けなかったりと、思わぬ設定を負わされることになる。ことに立ち居振舞いの優美であるべきお公家様が大力を誇り、相撲取りなどを相手に大立回りをするという趣向が奇抜である。歌舞伎で二段目口に当たる場面（俗に蛙飛びの場という）だけがのちのちまで残ったのも蛙の故事だけではなく、その奇抜さによるところが大きかったともいえよう。なお記録によればこの二段目の口は、当時浄瑠璃作者としてはまだ若手だった近松半二の執筆であると記されている。
しかし花札の図柄としての知名度とはうらはらに、この作品自体は現在ほとんど上演されることがない。宝暦4年の初演以降、翌年の宝暦5年（1755年）には京都と大坂で歌舞伎に移され上演されており、江戸でも宝暦8年（1758年）の中村座において、四代目市川團十郎の道風で上演されている。しかし現在は文楽のほうではもはや演目としての上演は絶えているようであるし、歌舞伎においても古くは蛙飛びの場を上演する際は、次の場面の道風館もあわせて出すのが普通だったが、大正10年（1921年）5月の大阪中座での興行以降、道風館は上演されていない。ちなみにこの大正10年の時の役割は、道風が初代中村鴈治郎、駄六が四代目片岡市蔵、頼風が林長三郎、健宗が初代市川箱登羅、法輪尼が二代目中村梅玉であった。その後は初代中村吉右衛門の道風で蛙飛びの場だけが上演されることもあったが、近年の東京では平成20年（2008年）に歌舞伎座で上演されるのみという希少さである。歌舞伎の演目としては今後もめったに出ないものといえる。